# Konrad Helbig
Konrad Helbig (* 17. Juni 1917 in Leipzig; † 17. Februar 1986 in Mainz) war ein deutscher Fotograf, Kunsthistoriker und Archäologe.

## Leben und Werk
Konrad Helbig war im Zweiten Weltkrieg als Soldat in der Sowjetunion. Er kehrte 1947 aus der sowjetischen Kriegsgefangenschaft zurück. Gleich danach nahm er im Alter von dreißig Jahren ein Studium der Kunstgeschichte und Archäologie auf. Dabei interessierte er sich besonders für die mediterranen Kulturen. Diese Kulturlandschaften ließen ihn nicht mehr los. In den folgenden Jahrzehnten reiste er unzählige Male in den Mittelmeerraum. Helbig arbeitete sowohl als Fotograf wie auch als Autor von Zeitschriftenartikeln – mit Veröffentlichungen z. B. im Reisemagazin Merian oder in der Atlantis – sowie von Bildbänden, etwa dem 1956 erschienenen Band über Sizilien. Die Fülle und auch die Qualität seines fotografischen Werks ist groß. Helbig fotografierte überwiegend in schwarz-weiß. Eine wesentliche Ausnahme davon bilden Farbdia-Positive, die für seine Diavorträge bestimmt waren. Helbig war ein mitreißender Erzähler, dessen Vorträge stets sehr gut besucht waren. Als Reisefotograf zeichnete sich Helbig aus:
Die Photos haben nichts von der Glätte und Langeweile an sich, die Bildbände dieser Art gemeinhin so unerfreulich machen, und der von Konrad Helbig geschriebene Text stellt den Abstand endgültig her. Photos von ausgesuchter Schönheit und Raffinesse zeichnen nicht nur Landschaft und Panorama nach, sondern gehen auch ins Detail; der Inselbevölkerung gilt das gerechte Interesse … ebenso. Historisches, Soziales und Geographisches ist in Bild und Text zu informativer und brillanter Einheit verschmolzen.
Nach seinem Tod 1986 in Mainz wurden in seinem Nachlass die Aktfotografien junger Männer entdeckt. Die teilweise bereits in den 1950er Jahren entstandenen Aufnahmen werden in der Tradition Wilhelm von Gloedens und Wilhelm Plüschow gesehen, können aber auch als Vorwegnahme einer fotografischen Sichtweise von z. B. Bruce Weber oder Herb Ritts gelten.
Im Gegensatz zu Bruce Weber, der seine Aufnahmen detailliert vorbereitet, erweist sich Helbig als ein Fotograf, der seine Modelle stark beteiligte. Er war eher ein Dienstleister, der es verstand den Charakter, die Persönlichkeit seiner Modelle einzufangen.
Im Vorwort zu Homo Sum heißt es dementsprechend:
Die Bilder der nackten jungen Männer wirken nie anzüglich und Helbig positioniert sich nie als Voyeur. Im Gegenteil, er versteht es, ihre Persönlichkeit und ihr Selbstbewusstsein sichtbar zu machen. Im narzisstischen Spiel treten die Männer, die sich ihrer Schönheit sehr wohl bewusst sind, vor die Kamera und sagen: Ich bin Mensch. Homo sum.
Das fotografische Werk Helbigs ist im Archiv der Fotografen in der Deutschen Fotothek Dresden (160.000 Aufnahmen, davon 60.000 Farbdiapositive), im Bildarchiv Foto Marburg der Philipps-Universität Marburg (23.800 Aufnahmen, davon 11.000 zu Griechenland und 6.000 zu Italien) sowie im Staatsarchiv Hamburg innerhalb des Bestands der „Deutschen Gesellschaft für Photographie“ archiviert. Sein Aktwerk befindet sich in der Stiftung F. C. Gundlach Hamburg. Konrad Helbigs Werke sind u. a. im Museum DKM zu sehen.

## Ausstellungen (Auswahl)
- 2008: Marins, Légionnaires, Ouvriers: Raymond Voinquel et Konrad Helbig. Galerie Au Bonheur Du Jour, Paris.
- 2018: Konrad Helbig. Am Mittelmeer. Fotografische Erkundungen. LVR-Landesmuseum Bonn

## Publikationen
- (mit Texten von Hugo von Hofmannsthal): Sizilien. Wiesbaden 1956.
- Harald Keller, Karl Heinz Hoenig (mit Fotos von Konrad Helbig): Umbrien. Landschaft und Kunst. Schroll, München 1959.
- mit Toni Schneiders: Archipelagus. Leibniz, Hamburg 1962.
- mit Gerd Gaiser: Tempel Siziliens. Insel, Frankfurt am Main 1963.
- mit Gerhard Kleiner: Minoische Kunst. Insel, Frankfurt am Main 1964.
- mit F. C. Gundlach, Wolfgang von Wangenheim, Peter Weiermair: Ragazzi. Edition Braus, Heidelberg 2001, ISBN 978-3-926-31856-5 (dt./ital.)
- Homo Sum. Edition Braus, Heidelberg 2004, ISBN 978-3-899-04070-8. (dt./engl.)
- Am Mittelmeer. Fotografische Erkundungen. LVR-Landesmuseum Bonn, Deutsche Fotothek Dresden, Stiftung F.C. Gundlach, Bonn/Dresden/Hamburg 2018.